# CARIFTA Games 2012
41. CARIFTA Games – międzynarodowe zawody lekkoatletyczne dla sportowców z krajów-członków Karaibskiego Stowarzyszenia Wolnego Handlu (CARIFTA), które odbyły się od 6 do 9 kwietnia 2012 w Hamilton na Bermudach. Areną zmagań lekkoatletów był Bermuda National Stadium.
Sportowcy rywalizowali w dwóch kategoriach wiekowych – juniorów (17, 18 i 19 lat) oraz kadetów (do 17 lat).
Podczas imprezy postanowiono, że kolejna edycja zawodów – zaplanowana na rok 2013 – odbędzie się w stolicy Bahamów Nassau.

## Rezultaty

### Juniorzy

#### Mężczyźni
| Konkurencja:               | 1. miejsce                                                                 | Rezultat      | 2. miejsce                                                                      | Rezultat | 3. miejsce                                                                         | Rezultat |
| Bieg na 100 m              | Jazeel Murphy                                                              | 10,31w        | Shane Jones                                                                     | 10,41w   | Zharnel Hughes                                                                     | 10,41w   |
| Bieg na 200 m              | Delano Williams                                                            | 20,83         | Blake Bartlett                                                                  | 21,08    | Teray Smith                                                                        | 21,18    |
| Bieg na 400 m              | O’Jay Ferguson                                                             | 47,32         | Machel Cedenio                                                                  | 47,93    | Lennox Williams                                                                    | 48,53    |
| Bieg na 800 m              | Mark London                                                                | 1:55,65       | Shaquille Dill                                                                  | 1:55,91  | Andre Colebrooke                                                                   | 1:56,66  |
| Bieg na 1500 m             | Orane Wint                                                                 | 4:06,05       | Edgar Marbeg                                                                    | 4:06,34  | Mark London                                                                        | 4:09,64  |
| Bieg na 5000 m             | Orane Wint                                                                 | 15:27,05      | Nicholas Landeau                                                                | 15:54,64 | Juma Mouchette                                                                     | 16:13,41 |
| Bieg na 110 m przez płotki | Wilhen Belocian                                                            | 13,63         | Stefan Fennell                                                                  | 13,66    | Yanick Hart                                                                        | 13,88    |
| Bieg na 400 m przez płotki | Omar McLeod                                                                | 52,35         | Shavon Barnes                                                                   | 52,75    | Tramaine Maloney                                                                   | 53,83    |
| Sztafeta 4 × 100 m         | Bahamy · Teray Smith · Blake Bartlett · Jonathan Farquharson · Shane Jones | 40,42         | Jamajka · Keniel Grant · Jevaughn Minzie · Odail Todd · Yanick Hart             | 40,72    | Turks i Caicos · Ifeanyi Otuonye · Delano Williams · Angelo Garland · Shyon Parker | 41,48    |
| Sztafeta 4 × 400 m         | Bahamy · Julian Munroe · Elroy McBride · Stephen Newbold · O’Jay Ferguson  | 3:09,23       | Trynidad i Tobago · Asa Guevera · Macel Cedenio · Kern Alexis · Jereem Richards | 3:11,62  | Jamajka · Javon Francis · Omar McLeod · Shavon Barnes · Lennox Williams            | 3:12,48  |
| Skok w dal                 | Jean-Noël Cretinoir                                                        | 7,36          | Keniel Grant                                                                    | 7,26     | Atiba Wright                                                                       | 7,22     |
| Trójskok                   | Latario Collie-Minns                                                       | 16,35         | Lathone Collie-Minns                                                            | 15,55    | Jean-Noël Cretinoir                                                                | 15,38    |
| Skok wzwyż                 | Ryan Ingraham                                                              | 2,11          | Ashani Wright                                                                   | 2,08     | Kivarno Hanfield                                                                   | 2,05     |
| Skok o tyczce              | Xavier Boland                                                              | 4,40          | Shem Edward                                                                     | 4,05     | Tre Adderley                                                                       | 3,45     |
| Pchnięcie kulą             | Ashinia Miller                                                             | 18,96         | Emmanuel Onyia                                                                  | 18,89    | Hezekiel Romeo                                                                     | 17,95    |
| Rzut dyskiem               | Fedrick Dacres                                                             | 58,57         | Dean-Nick Allen                                                                 | 53,50    | Ashinia Miller                                                                     | 50,37    |
| Rzut oszczepem             | Keshorn Walcott                                                            | 77,59 AJR WJL | Nicoliai Bovelle                                                                | 66,44    | Janeil Craigg                                                                      | 65,50    |

#### Kobiety
| Konkurencja:               | 1. miejsce                                                                     | Rezultat | 2. miejsce                                                                        | Rezultat | 3. miejsce                                                                    | Rezultat |
| Bieg na 100 m              | Anthonique Strachan                                                            | 11,22w   | Carmiesha Cox                                                                     | 11,54w   | Monique Spencer                                                               | 11,71w   |
| Bieg na 200 m              | Anthonique Strachan                                                            | 22,85    | Shaunae Miller                                                                    | 23,18    | Shericka Jackson                                                              | 24,03    |
| Bieg na 400 m              | Rashan Brown                                                                   | 54,92    | Olivia James                                                                      | 55,35    | Leith Genekee                                                                 | 56,68    |
| Bieg na 800 m              | Simoya Campbell                                                                | 2:08,48  | Teshon Adderley                                                                   | 2:12,45  | Sonia Gaskin                                                                  | 2:14,54  |
| Bieg na 1500 m             | Simoya Campbell                                                                | 4:49,56  | Magalie Penelope                                                                  | 4:53,13  | Taylor-Ashley Bean                                                            | 4:53,14  |
| Bieg na 3000 m             | Alethia McLaughlin                                                             | 10:16,80 | Taylor-Ashley Bean                                                                | 10:22,82 | Marleena Eubanks                                                              | 10:29,67 |
| Bieg na 100 m przez płotki | Sade-Mariah Greenidge                                                          | 13,61    | Chrisdale McCarthy                                                                | 13,62    | Shakera Hall                                                                  | 13,89    |
| Bieg na 400 m przez płotki | Janieve Russell                                                                | 58,80    | Kernesha Spann                                                                    | 60,23    | Terrian Williams                                                              | 60,49    |
| Sztafeta 4 × 100 m         | Bahamy · Devynne Charlton · Carmiesha Cox · Rashan Brown · Anthonique Strachan | 45,02    | Jamajka · Shawnette Lewin · Monique Spencer · Cardine Copeland · Shericka Jackson | 45,18    | Barbados · Sade-Mariah Greenidge · Shakera Hall · Ariel Jackson · Akela Jones | 46,39    |
| Sztafeta 4 × 400 m         | Jamajka · Genekee Leith · Simoya Campbell · Janieve Russell · Olivia James     | 3:34,27  | Bahamy · Rashan Brown · Katrina Seymour · Rhoneshia Johnson · Shaunae Miller      | 3:40,44  | Barbados · Ariel Jackson · Sonia Gaskin · Shani Adams · Shakera Hall          | 3:50,54  |
| Skok w dal                 | Akela Jones                                                                    | 6,18     | Janieve Russell                                                                   | 5,86     | Claudette Allen                                                               | 5,85     |
| Trójskok                   | Sabina Allen                                                                   | 12,18    | Tamara Myers                                                                      | 11,62    | Antonique Butler                                                              | 11,43    |
| Skok wzwyż                 | Kimberly Williamson                                                            | 1,82     | Akela Jones                                                                       | 1,80     | Jeanelle Scheper                                                              | 1,80     |
| Pchnięcie kulą             | Racquel Williams                                                               | 13,08    | Gleneve Granqe                                                                    | 12,83    | Catherine Mastail                                                             | 12,78    |
| Rzut dyskiem               | Tara-Sue Barnett                                                               | 49,62    | Gleneve Granqe                                                                    | 45,63    | Leah Bannister                                                                | 41,99    |
| Rzut oszczepem             | Alexie Alaïs                                                                   | 47,17    | Sandrine Mezen                                                                    | 44,56    | Alexandria Paul                                                               | 32,62    |

### Kadeci

#### Mężczyźni
| Konkurencja:               | 1. miejsce                                                              | Rezultat | 2. miejsce                                                                            | Rezultat | 3. miejsce                                                                          | Rezultat |
| Bieg na 100 m              | Cliff Resias                                                            | 10,67w   | Michael O’Hara                                                                        | 10,68w   | Nicholas Douglas                                                                    | 10,69w   |
| Bieg na 200 m              | Jonathan Farinha                                                        | 21,28    | Cliff Resias                                                                          | 22,06    | Mario Burke                                                                         | 22,23    |
| Bieg na 400 m              | Janeko Cartwright                                                       | 50,04    | Ivan Henry                                                                            | 50,69    | Devaughn Baker                                                                      | 50,75    |
| Bieg na 800 m              | Ricardo McKenzie                                                        | 2:02,73  | Orville Dixon                                                                         | 2:02,98  | Raheem Skinner                                                                      | 2:03,03  |
| Bieg na 1500 m             | Webston Pennant                                                         | 4:18,92  | Orville Dixon                                                                         | 4:20,38  | Pius Emilien                                                                        | 4:23,73  |
| Bieg na 3000 m             | Webston Pennant                                                         | 9:23,13  | Kenneth Benjamin                                                                      | 9:28,76  | Darren Young                                                                        | 9:54,94  |
| Bieg na 110 m przez płotki | Jaheel Hyde                                                             | 13,96    | Michael O’Hara                                                                        | 13, 97   | Xavier Coakley                                                                      | 14,14    |
| Bieg na 400 m przez płotki | Okeem Williams                                                          | 53,15    | Marvin Williams                                                                       | 54,96    | D’Mitry Charlton                                                                    | 54,99    |
| Sztafeta 4 x 100 m         | Jamajka · Xandre Blake · Okeem Williams · Karey Kelly · Michael O’Hara  | 41,64    | Bahamy · Theotis Johnson · Janeko Cartwright · Ian Kerr · Cliff Resias                | 41,98    | Trynidad i Tobago · Ron Wright · Jonathan Farinha · Jamell Dacon · Andwuelle Wright | 42,01    |
| Sztafeta 4 x 400 m         | Jamajka · Ivan Henry · Okeem Williams · Michael O’Hara · Devaughn Baker | 3:14,52  | Trynidad i Tobago · Jamoul Pierre · Jonathan Farinha · Aaron Andrews · Nathan Farinha | 3:21,61  | Barbados · Akeem Mccollin · Ariko Small · Mario Burke · Ramarco Thompson            | 3:22,86  |
| Skok w dal                 | Andwuelle Wright                                                        | 6,84     | Given Gibson                                                                          | 6,78     | LaQuan Nairn                                                                        | 6,66     |
| Trójskok                   | Justin Donawa                                                           | 14,63    | Given Gibson                                                                          | 14,56    | Christoff Bryan                                                                     | 14,25    |
| Skok wzwyż                 | Christoff Bryan                                                         | 2,05     | Clairvon Kelly                                                                        | 1,90     | LaQuan Nairn                                                                        | 1,90     |
| Pchnięcie kulą             | Demar Gayle                                                             | 17,31    | Kenejah Williams                                                                      | 16,75    | Drexel Maycock                                                                      | 15,67    |
| Rzut dyskiem               | Kenejah Williams                                                        | 50,36    | Drexel Maycock                                                                        | 45,35    | Shamar Kitson                                                                       | 44,34    |
| Rzut oszczepem             | Anderson Peters                                                         | 60,50    | Mickel Joseph                                                                         | 59,45    | Denzel Pratt                                                                        | 59,33    |

#### Kobiety
| Konkurencja:               | 1. miejsce                                                                    | Rezultat | 2. miejsce                                                                     | Rezultat | 3. miejsce                                                                                 | Rezultat |
| Bieg na 100 m              | Shauna Helps                                                                  | 11,66w   | Nelda Huggins                                                                  | 11,77w   | Saqukine Cameron                                                                           | 11,90w   |
| Bieg na 200 m              | Luan Gabriel                                                                  | 24,35    | Saqukine Cameron                                                               | 24,51    | Aneka Brissett                                                                             | 24,79    |
| Bieg na 400 m              | Yanique McNeil                                                                | 55,82    | Juannae Lewis                                                                  | 57,64    | Sareena Carti                                                                              | 57,75    |
| Bieg na 800 m              | Tiffany James                                                                 | 2:18,11  | Chantai Smith                                                                  | 2:18,26  | Lakeisha Warner                                                                            | 2:18,28  |
| Bieg na 1500 m             | Chantai Smith                                                                 | 4:51,36  | Faheemah Scraders                                                              | 4:55,46  | Andrea Foster                                                                              | 4:57,28  |
| Bieg na 100 m przez płotki | Yanique Thompson                                                              | 13,67    | Jeminise Parris                                                                | 14,30    | Elsa Plante                                                                                | 14,43    |
| Bieg na 300 m przez płotki | Mesha Newbold                                                                 | 43,98    | Jeminise Parris                                                                | 44,69    | Andrenette Knight                                                                          | 44,76    |
| Sztafeta 4 x 100 m         | Jamajka · Saqukine Cameron · Yanique Thompson · Samara Spencer · Shauna Helps | 46,52    | Bahamy · Kadeisha Hield · Juannae Lewis · Makeya White · Keianna Albury        | 46,66    | Brytyjskie Wyspy Dziewicze · Jonel Lacey · Deya Erickson · Lakeisha Warner · Nelda Huggins | 48,22    |
| Sztafeta 4 x 400 m         | Jamajka · Chantai Smith · Yanique McNeil · Semoy Hemmings · Tiffany James     | 3:44,64  | Bahamy · Juannae Lewis · Geordinell Thurston · Mesha Newbold · Dreshanae Rolle | 3:51,45  | Barbados · Allana Ince · Tia-Adana Belle · Danielle Scantlebury · Tiana Bowen              | 3:56,87  |
| Skok w dal                 | Dannielle Gibson                                                              | 5,89     | Samara Spencer                                                                 | 5,87     | Tamara Moncrieffe                                                                          | 5,79     |
| Trójskok                   | Yannis David                                                                  | 12,73w   | Marine Vidal                                                                   | 12,21w   | Tamara Moncrieffe                                                                          | 11,57    |
| Skok wzwyż                 | Jehvania Whyte                                                                | 1,60     | Nargélis Statie                                                                | 1,60     | Samara Spencer                                                                             | 1,55     |
| Pchnięcie kulą             | Chelsea James                                                                 | 14,02    | Trevia Gumbs                                                                   | 13,47    | Protious Warren                                                                            | 13,00    |
| Rzut dyskiem               | Paul-Ann Gayle                                                                | 43,99    | Venique Harris                                                                 | 38,93    | Shaiann Charles                                                                            | 38,15    |
| Rzut oszczepem             | Tynelle Gumbs                                                                 | 41,46    | Akidah Briggs                                                                  | 37,64    | Shanee Angol                                                                               | 35,71    |